# Жаба-носоріг Дарвіна
Жаба-носоріг Дарвіна (Rhinoderma darwinii) — вид земноводних з роду Жаба-носоріг родини Жаби-носороги. Отримала назву на честь вченого Чарльза Дарвіна. Отруйна амфібія.

## Опис
Загальна довжина досягає 2,5—3,5 см. Спостерігається статевий диморфізм: самиця більша за самця. За своєю будовою схожа на представників свого роду. Забарвлення її надзвичайно мінливе, має декілько варіацій. Перша характеризується глинястим кольором спини, каштаново-бурими боками і головою. На кінцівках присутні поперечні темні смуги. У другому випадку спина забарвлена у зелені тони, в третьому варіанті — в сіро—бурі, сіро—жовті або сіро—червоні. Дві останні раси мають по загальному фону більш темний, який змінюється в обрисах, малюнок. Нижня сторона, що має дві варіації, розмальована дуже витончено і строкато. У першому випадку горло і передня частина грудей світліші решті черевної сторони і являють собою всі переходи від солом'яно—жовтого кольору до буро—помаранчевого, причому ці частини можуть бути покриті темними плямами та крапочками, у другому випадку вся нижня частина забарвлена майже однаково у чорно—бурий або оливково—чорний колір. Горло і груди мають металевий блиск. На череві розташовується велика кількість білих зубчастих плям, а також жовті, іноді червоні. Крім того, на всіх темних частинах черевної сторони є дрібні білі, синюваті або цегляно—червоні бородавоки.

## Спросіб життя
Полюбляє гірську місцину, ліси, струмки, болота. Зустрічається на висоті від 50 до 1500 м над рівнем моря. Не переносить високих температур. Вона охоче сидить у воді, занурившись в неї по очі й спираючись на кінці пальців передніх лап. При цьому довгий м'який загострений відросток на кшталт рогу, наявний на кінці морди, висовується вгору. актвина вдень. Живиться безхребетними, дрібною рибою.
Шлюбний період триває з кінця грудня до кінця лютого, запізнюючись в порівнянні з іншими земноводними, що живуть у цій же місцевості. Яйця відкладаються самицею кілька разів поодинці або попарно, загалом досягають 30—40 штук. Самець, після запліднення, бере їх в рот і запихає в горловий мішок через 2 отвори, що знаходяться під язиком. Горловий мішок самця спочатку короткий і вузький, що в нього входить не більше 2 яєць. У стадії повного розвитку зародків розміри горлового мішка залежать від кількості дитинчат, що знаходяться в ньому, він стирається до заднього кінця тулуба. Присутність зародків в горловому мішку не заважає самцеві нормально харчуватися.
Яйця дуже великі і містять велику кількість жовтка. Протягом першої половини розвитку до появи передніх кінцівок дитинчата не пов'язані зі стінками мішка і лежать в ньому безладно. Коли закінчується запас жовтка, ембріони розташовуються двома шарами так, що їхні спини звернені до стінок мішка, а один до одного вони повернені черевом. Зі стінкою горлового мішка спочатку зростається хвостовий плавець, а потім і спинна частина пуголовки. Подальше живлення відбувається через стінку цього мішка, багату кровоносними судинами. Шкіра пуголовок позбавлена самого верхнього шару епідермісу. Пуголовки залишаються в мішку до закінчення метаморфоза. Дитинчата залишають мішок поодинці, так як розвиваються вони неоднаково швидко.

## Розповсюдження
Мешкає на півдні Патагонії: у провінціях Консепсьйон, Палена (Чилі), Неукен, Ріо-Неґро (Аргентина).